# Kunovice
Kunovice (pronunție în cehă [ˈkunovɪtsɛ]; în germană Kunowitz) este o comună și un oraș din districtul Uherské Hradiště din regiunea Zlín din Cehia. Are o populație de aproximativ 5.700 de locuitori. Principalele obiective turistice din Kunovice sunt: Biserica Sfinților Petru și Pavel și Muzeul Aviației de pe Aeroportul Kunovice.

## Geografie
Kunovice formează o conurbație cu localitatea Uherské Hradiště din apropiere. Se află la granița dintre Munții Vizovice și Valea Moravei de Jos (în cehă: Hornomoravský úval). Cel mai înalt punct al său wsrw dealul Hluboček aflat la 351 metri (1.152 ft) deasupra nivelului mării. Râul Olšava⁠(d) curge prin oraș și se varsă în Morava, care formează granița de nord a teritoriului comunei.

## Istorie
Prima mențiune scrisă despre Kunovice datează din anul 1196.
Până la înființarea localității Uherské Hradiště la mijlocul secolului al XIII-lea, Kunovice a fost un important centru administrativ și un punct defensiv cu un castel.
De la începutul secolului al XV-lea, Kunovice a fost menționat ca un oraș-târg.
În anii 1930, când a fost fondată o fabrică Avia⁠(d), Kunovice a început să se transforme dintr-o comunitate agricolă într-una industrială. Avia și-a încetat producția de avioane în 1963.
Între 1949–1954 și 1972–1990, Kunovice a fost o parte administrativă a comunei Uherské Hradiště. Kunovice a primit statutul de oraș în 1997.

## Economie

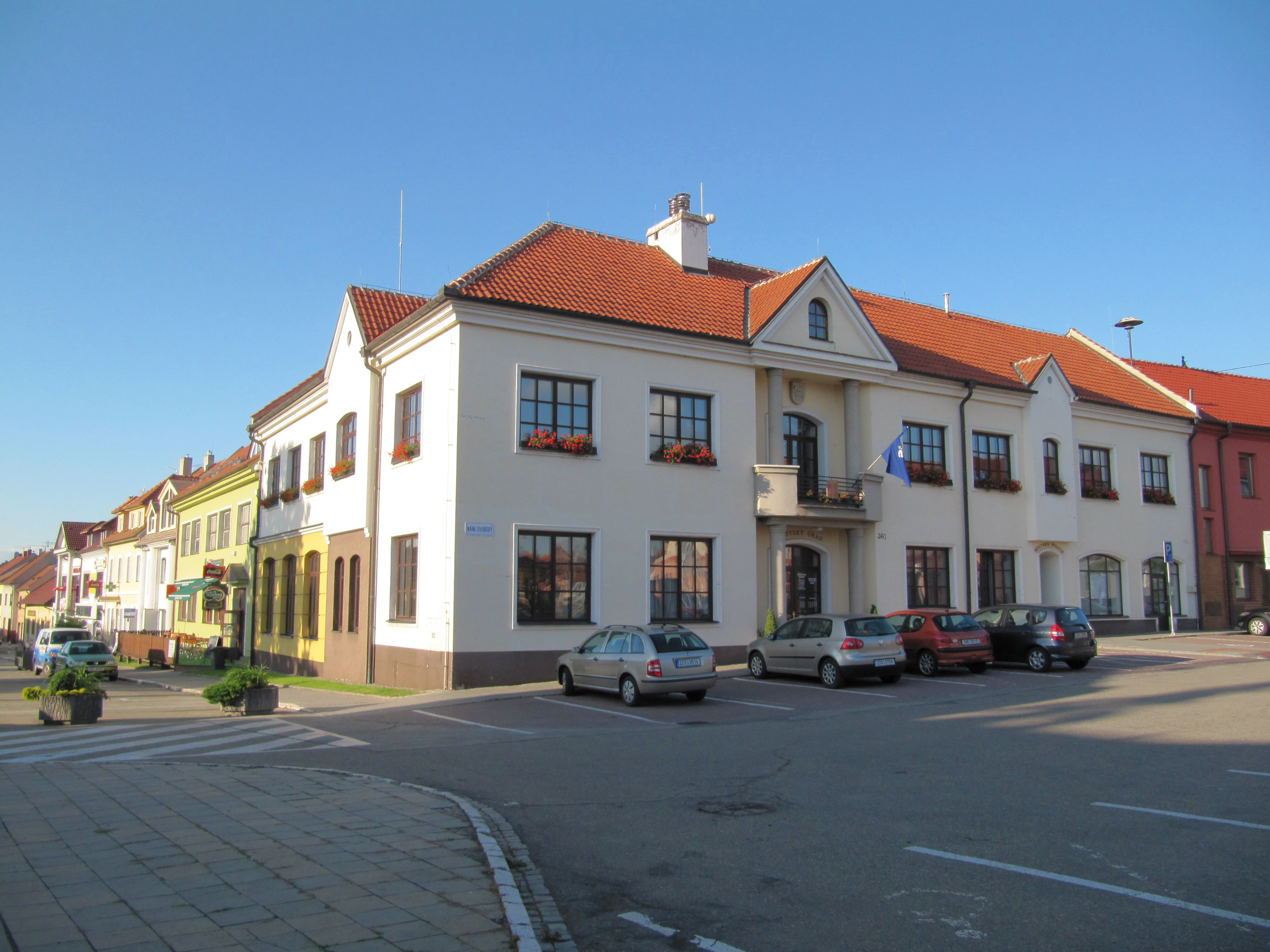
Primăria

Din 1936, producătorul de avioane Aircraft Industries⁠(d) (fostul Let Kunovice) a avut sediul pe aeroportul Kunovice, lângă oraș. Aeroportul găzduiește și producătorii de avioane Czech Sport Aircraft⁠(d) și Evektor-Aerotechnik⁠(d). Este desemnat ca aeroport internațional privat.
Cel mai mare producător ceh de alimente refrigerate și durabile, compania Hamé sro, care este deținută de conglomeratul Orkla ASA, își are sediul în Kunovice.

## Transporturi
Orașul este situat la intersecția a două drumuri de primă clasă: drumul I/50 (parte a drumului european E50) de la Brno la granița ceho-slovacă în Starý Hrozenkov⁠(d) și drumul I/55, care leagă Olomouc și Zlín de granița ceho-austriacă în Břeclav.
Kunovice are două gări cu linii diferite de cale ferată. Stația Kunovice zastávka se află pe linia Brno– Staré Město⁠(d), iar stația Kunovice pe linia Staré Město– Bylnice.

## Obiective turistice

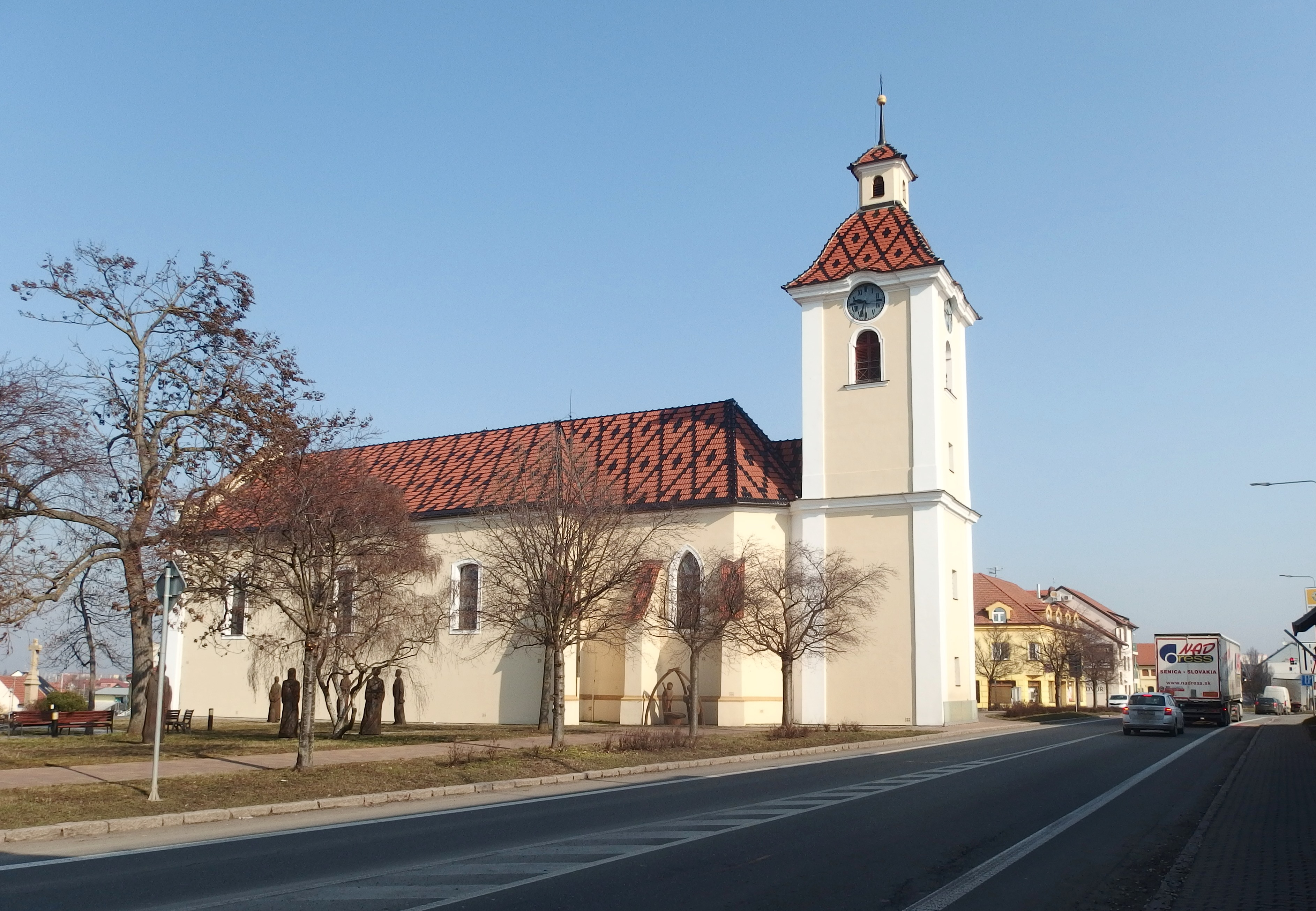
Biserica Sfinții Petru și Pavel

Un obiectiv turistic din Kunovice este Biserica Sfinților Petru și Pavel. Nucleul său datează din secolul al XVI-lea. Biserica a fost reconstruită și extinsă între 1759–1761.
Principala atracție turistică este Muzeul Aviației din Kunovice, situat în aeroportul orașului. A fost fondat în 1970.

## Persoane notabile
- Anton Gala⁠(d) (1891–1977), cercetător slovac, oftalmolog și profesor universitar[17]
- Josef Abrhám (1939–2022), actor; a crescut aici

## Orașe înfrățite
Kunovice este înfrățit cu:
- Pocheon, Coreea de Sud
- Stará Turá, Slovacia
- West, Texas, Statele Unite